# Gaspar Blai Arbuixec
Gaspar Blai Arbuixec (Agullent, Vall d'Albaida, 5 d'octubre de 1624 - València, 20 de juliol de 1670) fou un predicador i poeta valencià.
Va doctorar-se en teologia a la Universitat de València. El 1650 ingressà a l'Oratori de Sant Felip Neri, on va arribar a prior. Va ser autor de diversa obra escrita, destacant el Sermó de la s. conquista de la molt insigne... ciutat de València (9 d'octubre del 1666). El 1671 la Universitat de València publicà un llibre en memòria seua amb composicions en llatí, valencià i castellà.